# Volkswagen Santana
Volkswagen Santana er en bilmodel fra Volkswagen, som blev introduceret i 1981. Den er baseret på Volkswagen Passat B2, som var anden generation af Passat. Den tyskbyggede model blev bygget fra 1981 til 1985. De forskellige udstyrsvarianter hed CX, LX og GX, motorvarianterne var fra 1,3 til 2,1 liter med 4 eller 5 cylindre. Der fandtes også en dieselmotor på 1,6 liter med eller uden turbolader.

## Historie
Navnet Santana kommer fra Santa-Ana-vinden i Californien. Forskellene fra søstermodellen Passat var foruden bagenden blandt andet et andet kølergitter med hvide blinklys direkte bagved forlygterne. På trods af det store bagagerum og den fordelagtige pris lykkedes det aldrig Santana at opnå de salgstal, som Volkswagen havde regnet med i Tyskland og resten af Europa, hvorefter modellen overtog navnet Passat og fik en Passat-front frem til 1987, hvor produktionen i Tyskland blev indstillet.
Den 4-dørs model som blev introduceret i efteråret 1981 levede frem til 1985, og fik så det oprindelige navn, Passat, tilbage. På nogle udenlandske markeder bibeholdtes navnet Santana. Passaten var en combi coupé, og Santanaen var en sedan. I løbet af 1980'erne kom Santana til at fremstilles over hele verden: Tyskland, Brasilien, Kina, Belgien, Argentina, Japan, Namibia og Sydafrika. Modellen fremstilles stadigvæk i en moderniseret version, Santana 3000.
Volkswagen Santana solgte ikke godt i Europa, men opnåede store fremgange i Brasilien og Kina. I Brasilien blev Santana bygget fra 1984 og frem til 2006. Santana var en storsællert i den store mellemklasse. I Brasilien fandtes også en 2-dørs udgave og en stationcar modsvarende Volkswagen Passat Variant. Stationcarversionen fik navnet Volkswagen Quantum. Produktionen i Kina begyndte i 1983 og modellen er blevet faceliftet to gange: i 1995 kom Santana 2000, og i 2004 kom Santana 3000. Santana fremstilles gennem et joint venture mellem Shanghai Volkswagen og SAIC. 
I Japan blev Santana bygget på licens af Nissan fra 1984 til 1990. Den solgtes som Volkswagen Santana af Nissan-forhandlere og med dele fremstillede i Japan. I Nordamerika blev både Passat og Santana solgt under navnet Volkswagen Quantum.

## Motorer
| Benzin: - 1.3, 4 cyl., 44 kW (60 hk) - 1.6, 4 cyl., 55 kW (75 hk) - 1.8, 4 cyl., 66 kW (90 hk) − 80 kW (109 hk) - 1.9, 5 cyl., 85 kW (116 hk) - 2.0, 5 cyl., 81 kW (110 hk) − 103 kW (140 hk) - 2.1, 5 cyl., 74 kW (101 hk) − 82 kW (111 hk) | Diesel: - 1.6 D, 4 cyl., 40 kW (54 hk) - 1.6 TD, 4 cyl., 51 kW (69 hk) |

## Galleri
- Volkswagen Santana bagfra
- Volkswagen Santana forfra
- Volkswagen Santana 3000